# Киссельгоф, Иосиф Сергеевич
Иосиф Сергеевич Киссельгоф (14 сентября 1908 года — 19 мая 1973 года) — советский историк, доктор исторических наук (1967), профессор (1968).

## Биография
Родился 14 сентября 1908 года в Торопце Тверской губернии. В 1927 году окончил Ленинградский педагогический техникум им. К. Д. Ушинского. По окончании техникума и до 1938 года работал учителем в школах Ленинграда.
В 1938 году окончил вечернее отделение Ленинградского педагогического института им. А. И. Герцена. Учился в аспирантуре института. Защитил кандидатскую диссертацию на тему: «„Общество друзей народа“ и республиканское восстание 1832 г. в Париже».
С 1941 года работал в Вологодском педагогическом институте доцентом и деканом исторического факультета, позднее — заведующим кафедрой всеобщей истории (1946—1947).
В 1947—1951 годах И. С. Киссельгоф работал доцентом кафедры новой и новейшей истории Ленинградского государственного педагогического института им. А. И. Герцена, а с сентября 1951 года (сослан по решению суда) — преподавателем в Башкирском государственном университете (ныне Уфимский университет науки и технологий), с 1957 года — деканом историко-филологического факультета, с 1959 по 1973 год — заведующим кафедрой всеобщей истории БГУ (ныне Уфимский университет науки и технологий). Жил в Уфе по адресу ул. Р. Зорге, 25.
В 1967 году защитил докторскую диссертацию на тему: «Вишистский режим во Франции в годы второй мировой войны».
Область научных интересов ученого — история Франции периода Второй мировой войны. Под руководством И. С. Киссельгофа кафедра всеобщей истории Башкирского стала периферийным центром по изучению истории Франции, издававшим сборники «Из истории Франции».
Скончался 19 мая 1973 года, похоронен на Сергиевском кладбище Уфы.

## Научная деятельность
И. С. Киссельгоф — автор около 100 научных работ по истории французского Сопротивления, опубликованных в различных изданиях, включая «Французский ежегодник»: «Капитуляция Франции и вишистский режим в 1940—1941 гг.», «Образование национального фронта борьбы за независимость Франции», «Правящие круги и народные массы Франции после нападения гитлеровской Германии на СССР» и др.

### Избранные труды
- Киссельгоф И. С. История Франции в годы Второй мировой войны. — М.: Высшая школа, 1975. — 208 с. — ISBN 978-5-458-39563-2
- Киссельгоф И. С. Республиканское восстание 5-6 июня 1832 г. в Париже // Французский ежегодник 1974. — М.: Наука. 1976.
- Киссельгоф И. С. К истории возникновения «Общества прав человека и гражданина» (1830—1833). — Французский ежегодник 1961. — М.: Наука. 1960. — С. 124—140.
- Киссельгоф И. С. Капитуляция Франции и вишистский режим в 1940—1941 гг. // Из истории Франции. — Уфа, 1961. — С. 93—168.
- Киссельгоф И. С. Борьба коммунистов Франции за объединение патриотических сил и образование Национального совета Сопротивления (1940—1943 гг.) // Вопросы истории. — 1963. — № 11. — C. 110—111.
- Из истории Франции: / [Ред. коллегия: доц. И. С. Киссельгоф (отв. ред.) и др.]. — Уфа, 1963. — (Ученые записки / Башкирский гос. ун-т им. 40-летия Октября. Серия исторических наук / Кафедра всеобщей истории; Вып. 12.)